# Ampére (kommun)
Ampére är en kommun i Brasilien.   Den ligger i delstaten Paraná, i den södra delen av landet, 1 300 km sydväst om huvudstaden Brasília. Antalet invånare är 17 308. Arean är 298 kvadratkilometer.
Terrängen i Ampére är kuperad åt sydväst, men åt nordost är den platt.
Följande samhällen finns i Ampére:
- Ampére

Omgivningarna runt Ampére är en mosaik av jordbruksmark och naturlig växtlighet. Runt Ampére är det ganska tätbefolkat, med 65 invånare per kvadratkilometer.